# Новотроицкое водохранилище
Новотро́ицкое водохрани́лище (Новотроицкое, устар. Ново-Троицкое) расположено на территории Изобильненского района Ставропольского края, в балке реки Егорлык. Объём воды — 0,13 км³. Площадь поверхности — 18 км².
Вода поступает по реке Егорлык, излишки сбрасываются через плотину Новотроицкой ГЭС в Егорлык и Правоегорлыкский канал.
Водохранилище используют в целях энергетики для Ставропольской ГРЭС, Новотроицкой ГЭС и водоснабжения посёлка городского типа Солнечнодольска, орошения и рыборазведения, а также в рекреационных целях.
На юго-западном берегу водохранилища находится государственный природный заказник «Новотроицкий».

## Туризм
На берегу водохранилища расположились: базы отдыха, загородные клубы, яхтклуб, санаторий-профилакторий «Чайка», гостиница «Волна».

## Памятники
- Памятник мирным гражданам, зверски замученным немецкими оккупантами в 1942 году (1949 год). Западный берег Новотроицкого водохранилища, на высоком мысу в 150 метрах от берега[10].